# Yohannes IV
Hoàng đế Yohannes IV (khoảng 1831 - 10 tháng 3 năm 1889) là Hoàng đế Ethiopia từ năm 1872 tới khi qua đời.
Yohannes sinh ở tỉnh Enderta. Là con của Mercha, Shum của Tembien và Woizero Sillas Dimtsu (Amata Selassie) người tỉnh Enderta. Ông trở thành một thành viên của gia tộc Solomon thông qua bà nội Woizero Workewoha KaleKristoss xứ Adwa - bà là cháu gái của Ras Mikael Sehul xứ Adwa, Hoàng thân Tigray và người vợ Aster Eyasu - con riêng của Hoàng hậu Mantuab và người tình của bà là Melmal Eyasus. Melmal Eyasu là một hoàng thân Solomon, cháu trai của vị hôn phu của Hoàng hậu Mentuab - Hoàng đế Bakaffa.

## Chú giải
1. ↑  Nhiều sử gia cho là ông sinh năm 1831, nhưng cũng nhiều sử gia cho là ông sinh năm 1821